# Lukavec u Hořic
Lukavec u Hořic är en ort i Tjeckien. Den ligger i den centrala delen av landet, 90 km öster om huvudstaden Prag. Lukavec u Hořic ligger 309 meter över havet och antalet invånare är 251.
Terrängen runt Lukavec u Hořic är platt åt sydväst, men åt nordost är den kuperad. Runt Lukavec u Hořic är det tätbefolkat, med 276 invånare per kvadratkilometer. Närmaste större samhälle är Hořice, 3,5 km söder om Lukavec u Hořic. Trakten runt Lukavec u Hořic består till största delen av jordbruksmark.